# 維斯瓦河-奧得河攻勢
維斯瓦河-奧得河攻勢（德語：Weichsel-Oder-Operation，羅馬化：Wislo-Oderskaja operazija）蘇聯紅軍在第二次世界大戰中一次成功的軍事行動；該行動由1945年1月12日開始至1945年2月2日結束，攻勢令蘇軍將戰線由在波蘭的維斯瓦河推進至德國境內的奧得河，即距離德國首都柏林只有70公里。

## 背景
隨著巴格拉基昂行動的成功，在盧布林–布列斯特攻勢中蘇聯第1白俄羅斯方面軍分別在1944年7月27日及8月4日在維斯瓦河西岸建立2個橋頭堡，但蘇軍在由1944年8月1日開始進行但失敗的華沙起義中一直沉默，雖然其前線與起義者距離不遠；而白俄羅斯第1方面軍在利沃夫-桑多梅日攻勢中在桑多梅日攻佔另一個橋頭堡（德國人稱為巴拉努夫橋頭堡）。
在進攻開始前蘇軍已在這3個橋頭堡已部署了大量的軍用物資及兵力，蘇軍在步兵人數、火炮及裝甲部隊方面對德軍佔有很大的數量優勢，德國情報機關知道這種情況及由東方國外軍情部領袖莱因哈德·盖伦將情報轉交給海因茨·古德里安，古德里安將情報分析結果報告給阿道夫·希特勒，希特勒拒絕相信，認為這是「自從成吉思汗以來最大的謊話」，古德里安建議將德國北方集團軍中陷入庫爾蘭口袋的一些德軍師經波羅的海撤回來以補充防守兵力之需要，但希特勒拒絕，相反的他命令主要的後備兵力，由澤普·迪特里希指揮的德國武裝親衛隊第6裝甲軍團被調往匈牙利王國以支援春醒作戰行動。

## 軍力對比

### 蘇聯紅軍
蘇軍共有兩個方面軍直接參與攻勢，由格奧爾吉·朱可夫指揮的白俄羅斯第1方面軍負責華沙及南面的馬格努謝夫及普拉維橋頭堡，由伊萬·科涅夫率領的烏克蘭第1方面軍則駐紮在桑多梅日橋頭堡。
朱可夫及科涅夫共163個師進行該行動，兩支部隊共有：
- 220.3萬名士兵
- 4,529輛坦克
- 2,513輛自走炮
- 13,763門野戰砲（76公釐或以上）
- 14,812門迫擊砲
- 4,936門反坦克炮
- 2,198門喀秋莎火箭炮
- 5,000架飛機

#### 部署
- 白俄羅斯第1方面軍（格奧爾吉·朱可夫元帥）
  - 蘇聯第47軍團
  - 波蘭第1軍團（斯坦尼斯·巴博拉夫斯基將軍）
  - 蘇聯第3突擊軍團
  - 蘇聯第61軍團
  - 蘇聯第1親衛坦克軍團
  - 蘇聯第2親衛坦克軍團
  - 蘇聯第5突擊軍團（在馬格努謝夫橋頭堡）
  - 蘇聯第8親衛軍團（在馬格努謝夫橋頭堡）（瓦西里·崔可夫將軍）
  - 蘇聯第61軍團（在普拉維橋頭堡）
  - 蘇聯第33軍團（在普拉維橋頭堡）
- 烏克蘭第1方面軍（伊萬·科涅夫元帥）
  - 蘇聯第21軍團
  - 蘇聯第6軍團
  - 苏联第3近卫集团军
  - 蘇聯第13軍團
  - 蘇聯第4坦克軍團
  - 蘇聯第3親衛坦克軍團
  - 蘇聯第52軍團
  - 蘇聯第5親衛軍團
  - 蘇聯第59軍團
  - 蘇聯第60軍團

### 德意志國防軍

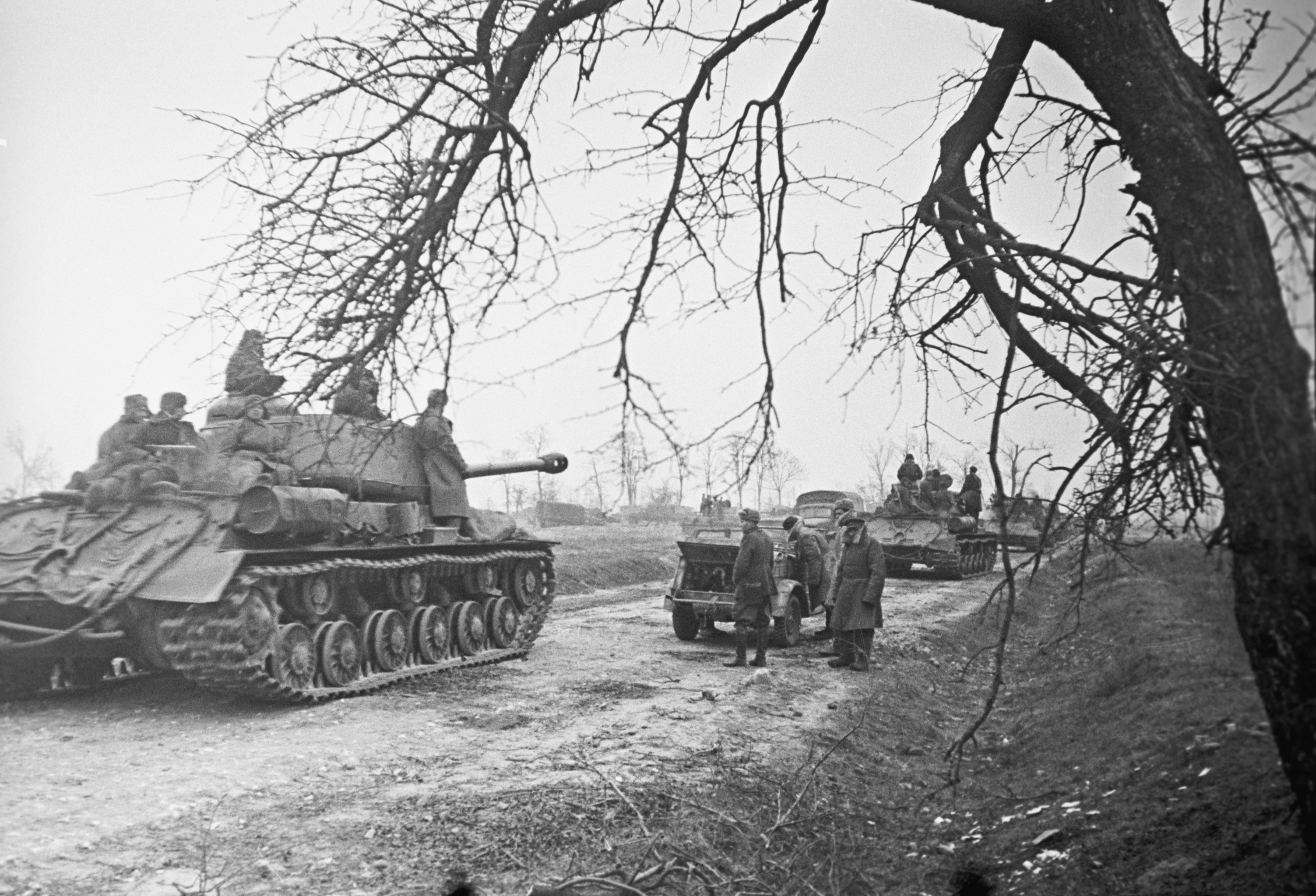
白俄羅斯第1方面軍的坦克正在前進

在此地區迎擊蘇軍的是德國A集團軍，防守華沙以東的維斯瓦河向南至與沙格河的匯流點，在此地蘇軍有一個大型的橋頭堡，即維斯瓦河邊的巴拉努夫，之後再向南至亞斯沃 。
該集團軍共有3個軍團，第9軍團部署在華沙一帶，第4裝甲軍團面對在維斯瓦河彎曲部的巴拉努夫橋頭堡，及第17軍團駐守在更南面，全軍共有400,000人、4,100門火炮及1,150輛坦克，A集團軍由約瑟夫·哈爾佩陸軍上將指揮  （當攻勢開始後的1月20日，哈爾佩的職務由費迪南德·舍納爾陸軍上將代替）。

#### 戰鬥序列
- 德國A集團軍（大将約瑟夫·哈爾佩；1月20日後為大将費迪南德·舍納爾）
  - 德國第9軍團（大将斯米洛·馮·呂特維茨；1月20日後為大将特奧多爾·布斯）
    - 德國第56裝甲軍（約翰內斯·布洛克大將）
    - 德國第36裝甲軍（瓦爾特·弗里斯將軍
    - 德國第8軍 (瓦爾特·哈特曼將軍）

  - 德國第4裝甲軍團（弗里茨-休伯特·格拉舍爾大將)
    - 德國第62軍（赫爾曼·雷克納格爾將軍）
    - 德國第24裝甲軍（瓦爾騰·尼赫林將軍）[10]
    - 德國第48裝甲軍（馬克西米利安·馮·埃德爾斯海姆帝國男爵將軍）

  - 德國第17軍團（弗里德里希·舒爾茲大將）
    - 德國第59軍
    - 德國第11軍
    - 武裝親衛隊第11軍

德軍情報已預計蘇軍在人數上對德軍有3:1的優勢，實際上更有5:1的優勢，在巴拉努夫－桑多梅日橋頭堡，第4裝甲軍團因缺少步兵防守整條前線而被要求在一些地區只防守「重要據點」，加上希特勒的書面命令，兩條德軍防線（最後防線及主要防線）之間非常接近，令守軍主力在蘇軍大炮射程範圍內。

## 攻勢
攻勢于1月12日上午4時35分在巴拉努夫橋頭堡開始，烏克蘭第1方面軍以密集的炮火向第4裝甲軍團進行轟擊，集中攻擊部署在該橋頭堡的第48裝甲軍之數個師，攻擊澈底破壞了它們的反擊力量；第68步兵師的一個營級指揮官寫道：「當蘇軍的煙幕消散時……我率領自己已被削弱的營進行作戰…我只有1排士兵可以作戰」。
最初之彈幕後再跟著試探性的進攻及上午10時的另一次猛烈炮轟，4小時後第3親衛軍團及第4坦克軍團的主要裝甲部隊投入戰鬥，當時第4裝甲軍團已損失了67%的大炮及25%的士兵。
蘇軍快速向前推進在凱爾采切斷守軍，第4裝甲軍團中央的後備部隊，第24裝甲軍全力堅守，但已損失慘重及已經被迂迴，南面的第48裝甲軍，與北面雷克納格爾的第62軍已完全被擊潰，到1月14日烏克蘭第1方面軍已跨越奈塞河，及開始向拉多姆斯科及瓦土河前進，第4裝甲軍團最有力的部隊，第24裝甲軍一直堅守凱爾采王1月16日晚上，因尼赫林下令撤退才被棄守。

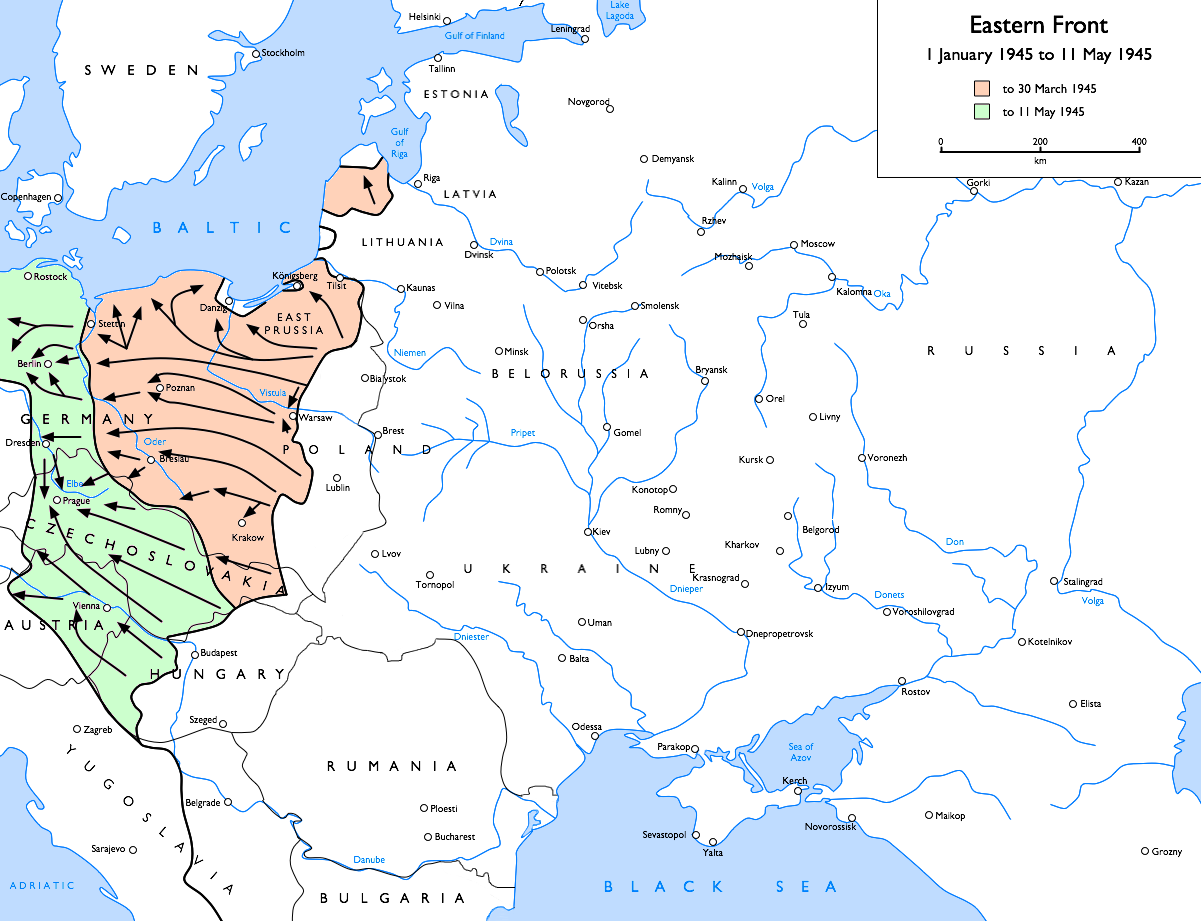
在1945年維斯瓦河-奧得河攻勢時的東部戰線形勢；該地圖同時指出東普魯士攻勢、下西里西亞攻勢、東波美拉尼亞攻勢及在庫爾蘭包圍戰的戰役

在科涅夫北面的白俄羅斯第1方面軍於1月14日早上8時30分於馬格努謝夫及普拉維橋頭堡以猛烈的炮火展開了對德國第9軍團之進攻，第33及第69軍團於普拉維橋頭堡突入德軍防線30公里，而第5突擊及第8親衛軍團則從馬格努謝夫橋頭堡突破，第2及第1親衛坦克軍團隨後進行攻擊，由普拉維橋頭堡進攻之第69軍團特別成功，防守之第56裝甲軍在戰線被切斷後全面崩潰，雖然德國第9軍團實施多次反擊，但全歸失敗；第69軍團突破德軍最後的防線及奪取了拉多姆，第2親衛坦克軍團攻佔了索哈切夫，第1親衛坦克軍團被命令佔領皮利察河岸的橋頭堡及攻擊羅茲，同時第47軍團越過維斯瓦河及由北面攻擊華沙，而第61及波蘭第1軍團則從南面包圍該市。
德軍只在1月15日進行反擊，希特勒命令迪特利·馮·紹肯將軍的東普魯士集團軍由東普魯士南下以填塞第4裝甲軍團防線的缺口，但朱可夫的部隊已到達羅茲，在第9軍團撤退後，他向南撤向瓦爾特。

### 攻佔克拉科夫；第24裝甲軍潰逃
1月17日科涅夫接受新的命令：利用他的機械化部隊向布雷斯勞推進，及使用第59及第60軍團在其南翼通過克拉科夫進攻上西里西亞工業區，克拉科夫被第59及第60軍團包圍後聯同第4親衛坦克軍團在1月19日完好無損地被蘇軍佔領，德國守軍倉皇撤退。
烏克蘭第1方面軍第2階段之目的遠為複雜，部隊要完全包圍及攻佔整個上西里西亞工業區，在這裡他們要面對由舒爾茲指揮的德國第17軍團，科涅夫於是命令第59及第60軍團向前進攻，而第21軍團由北面包圍該地區，他也命令利巴爾科的第3親衛坦克軍團在1月20日由布雷斯勞出擊，沿奧得河上遊向南進攻，以切斷德國第17軍團的退路。 
同時德國第4裝甲軍團的殘餘仍然嘗試退回新的防線，1月18日尼赫林及第24裝甲軍發現他們原定向北撤退的預定路線已被封鎖，因此向西撤退及接收從包圍圈逃出來的德國第62軍的殘餘，大部份第62軍的士兵已在普爾濟蘇哈被包圍消滅，由於濃霧幫助，第24裝甲軍的先頭部隊在1月22日到達瓦土河及與迪特里希·馮·紹肯的部隊會合，最终能渡過奧得河，這裡距離蘇軍攻勢開始時的地方已有350公里。

### 德國第17軍團由上西里西亞撤退

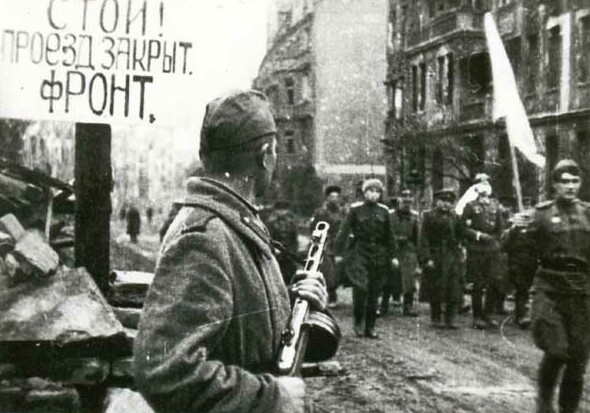
德國軍官代表團在西里西亞首府布雷斯勞投降前步行前去談判

1月25日舒爾茲要求批准他大約100,000人的部隊由在卡托維茲附近的突出部撤退，但被拒絕，1月26日他再重覆其要求，舍爾納最終在1月27日晚上批准撤退，當時科涅夫因德國第17軍團進行撤退而沒有遇到抵抗，已完好無損地攻佔該地區。
在科涅夫的北翼，第4坦克軍團的前鋒已到達奧得河，在斯多納瓦建立了一個主要的橋頭堡，而第5親衛軍團亦在上游的阿赫勞建立了另一個橋頭堡。

### 第1白俄羅斯方面軍的進攻；蘇軍解放華沙

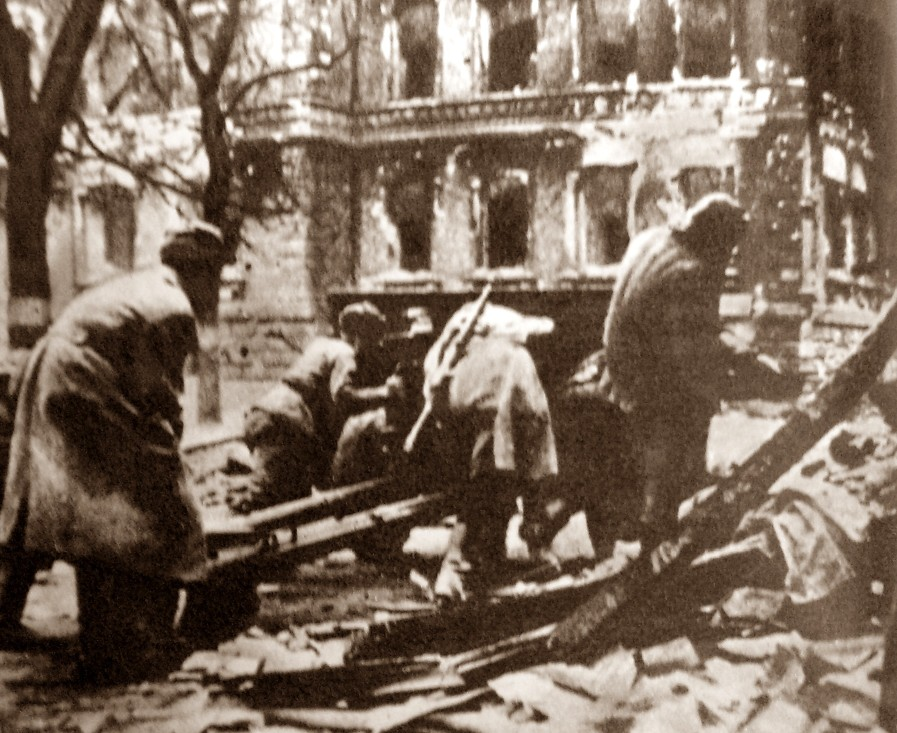
波茲南戰役期間，蘇聯砲兵向德軍陣地開火

在北面朱可夫的白俄羅斯第1方面軍亦有很大進展，因為德國第9軍團未能組織有效的抵抗，其第36裝甲軍被部署在華沙前面，被擊退至奧得河以西，在第2軍團的隔鄰，華沙在1月17日被解放，因為A集團軍發出命令棄守該城；第2親衛及第3突擊軍團進入了這個在華沙起義後遭到德軍嚴重破壞的城市，而希特勒就對放棄這個要塞大為震怒，逮捕了陸軍上校、行動處長吉斯貝特·古斯塔夫·博吉斯拉夫·卡爾·馮·博寧·布莱廷，及將第9軍團和第36裝甲軍司令、陸軍上將斯米洛·馮·呂特維茲及瓦爾特·弗里斯將軍撤職。 
第2親衛坦克軍團向奧慫河前進，而在南面的第8親衛軍團在1月18日到達羅茲，在1月19日攻佔該城，第1親衛坦克軍團在1月25日包圍波茲南，隨後幾天，第8親衛軍團開始攻打該城，雖然在波茲南圍城戰中爆發激烈戰鬥，但該市最終陷落。
在朱可夫的白俄羅斯第1方面軍東北面，由康斯坦丁·羅科索夫斯基元帥指揮的白俄羅斯第2方面軍於1月23日在東普魯士攻勢中到達奧得河三角洲的波羅的海沿岸，從而弧立了在東普魯士的德國中央集團軍。

### 朱可夫向奧得河之進攻

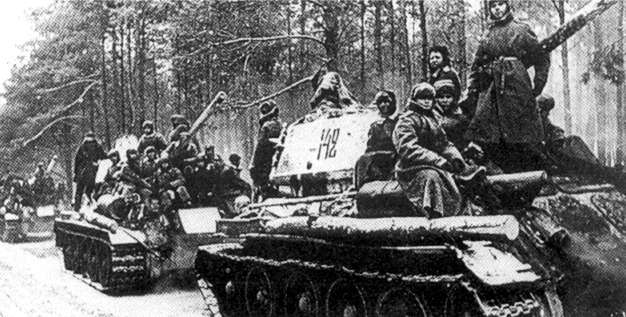
蘇聯軍隊正在前往奧得河的途中

在包圍波茲蘭後第1親衛坦克軍團向邊境地區由大批希特勒青年團及德意志國防軍拼湊成防守的部隊，其中以屈斯特林要塞防守最為嚴密。
這時德軍指揮系統重組令有少量部隊用來拼湊出維斯瓦河集團軍；包括由兩個後備步兵師編成的武裝親衛隊第5山地軍被部署沿奧巴馬河及戰前邊境屈斯特林碉堡防守；而庫爾馬克裝甲擲彈兵師則被命令支援他們。
軍事歷史學家厄爾·齊姆克描述該進攻時表示:

25日朱可夫的主力部隊通過波茲南向柏林40公里以東切斯特林前進，蘇軍的進攻路線像一個龐大的掃雪機，其目標是從華沙到波茲南再到柏林，A集團軍的所有部隊被包圍，其攻勢左邊已分割德軍及渡過奧得河，在右邊德國人除了一個在數天前被希特勒新建立的維斯瓦河集團軍之外什麼都沒有。
1945年1月25日希特勒重新命名3個集團軍，北方集團軍改名為庫爾蘭集團軍；中央集團軍改為北方集團軍及A集團軍改為中央集團軍。
第2親衛坦克軍團及第5突擊軍團幾乎沒有遇到抵抗就到達奧得河；第5突擊軍團的一個單位於1月31日渡過冰冷的河流及攻佔什切青。
蘇聯最高統帥部在2月2日宣佈行動完結，朱可夫希望乘勝直接進攻柏林，因為德軍的防線已經崩潰，但白俄羅斯第1方面軍的北翼過份暴露及德軍發動名為受夏至行動的反攻打擊其前鋒，令蘇軍指揮部認識到必須先進行旨在清除在波美拉尼亞的東波美拉尼亞攻勢，然後才能進攻柏林。

## 影響

### 解放奥斯维辛集中营

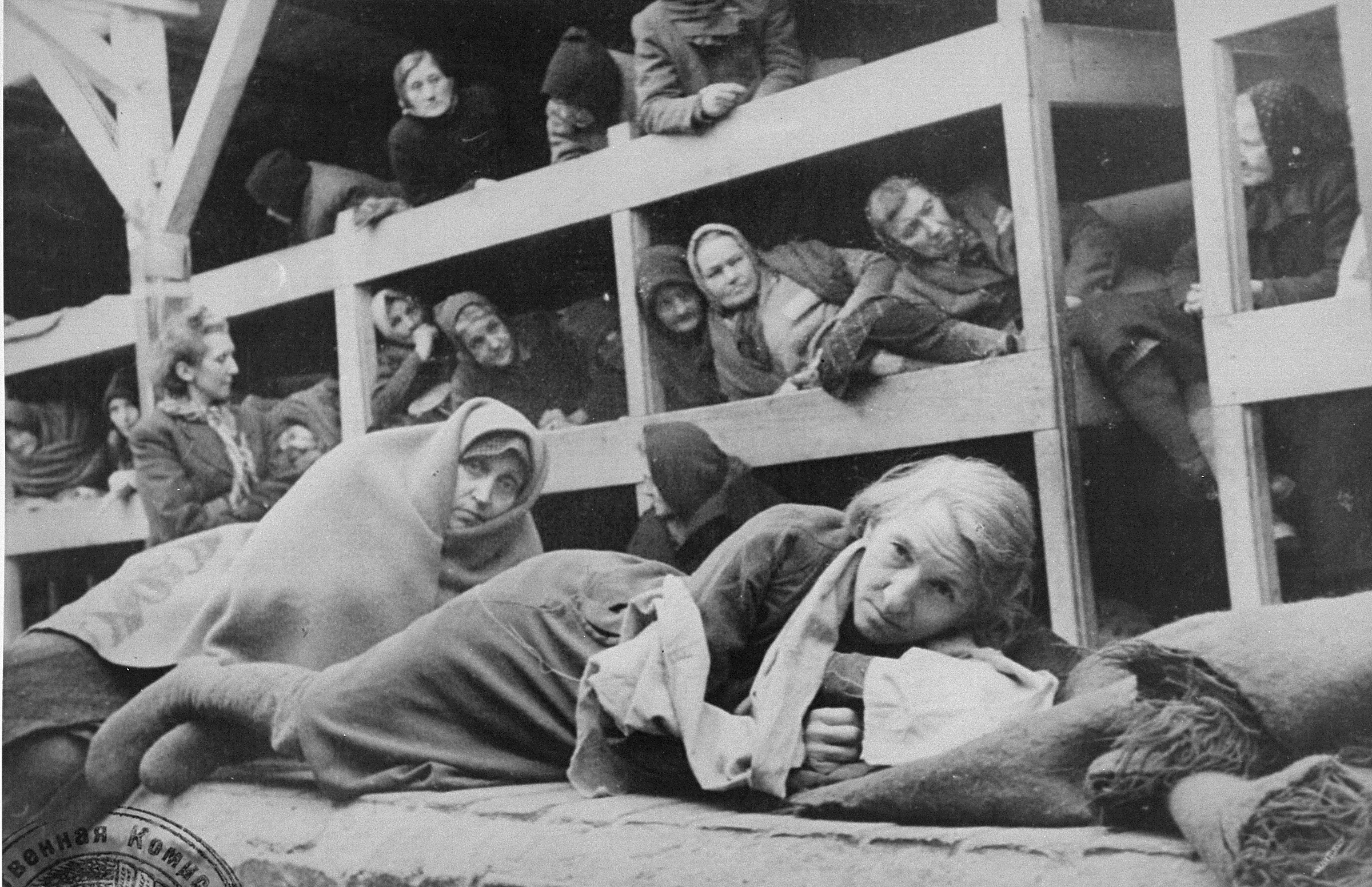
1945 年 1 月，紅軍解放波蘭奧斯威辛集中營納粹死亡集中營的囚犯

1月27日科涅夫之乌克兰第1方面军的部队（主要是第60军第322步兵师）解放了奥斯维辛集中营，在这里找到很多犹太人大屠杀的证据。發現的大約 7,000名倖存囚犯，他們中的許多人在之後死亡。集中營被解放後，蘇聯和波蘭醫務人員以及波蘭公民立即對留在那裡的囚犯採取了救援措施。奧斯維辛集中營倖存者也參加了，包括醫生伯特霍爾德·愛潑斯坦和奧托·沃爾肯。身體仍有能力的倖存者能夠離開營地並返回家園。來自 20 多個國家的 4,500 多名獲釋囚犯在前集中營的醫院得到照顧和醫療服務。大多數病人患有飢餓性腹瀉。儘管進行了大量的醫療努力，許多患病囚犯還是死亡，部分原因是最初沒有足夠的醫務人員。解放後不久，一名紅十字會護士負責照顧200名病人，但情況逐漸好轉。醫院最終設立了專科科室，包括肺結核病房以及內科和精神疾病科室。患者必須小心地重新習慣飲食。由於集中營的經歷，許多受到照顧的奧斯威辛倖存者都受到了創傷。例如，他們中的一些人因為在營地裡接觸過致命藥物而拒絕注射藥物黨衛軍成員用來謀殺囚犯的苯酚注射器。1945 年 4 月和 5 月，大多數獲釋囚犯得以出院。

### 德裔人遷徙

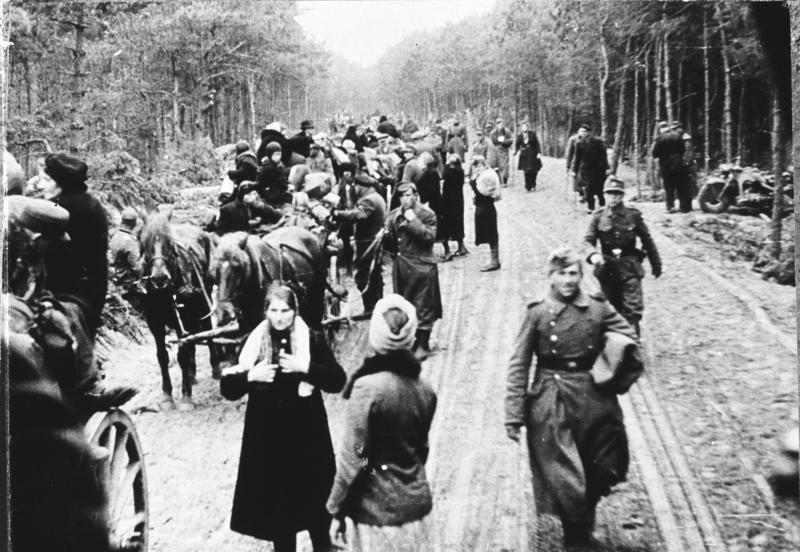
從東普魯士逃難的德國平民

根據安東尼·比弗及其他幾個時事許員表示紅軍士兵曾掠奪財物及殘酷對待德國難民，數以千計的難民一有機會便嘗試到達美國及大英帝國的戰線。

### 集中營囚犯的死亡行軍
從1月開始，德國人亦開始了消除剩下的集中營及戰俘營，他們分佈在沿蘇軍進攻路線的波蘭、東普魯士、西里西亞及東波美拉尼亞，迫使很多囚犯向西步行幾百公里，過程中有很多人死亡。

### 戰線

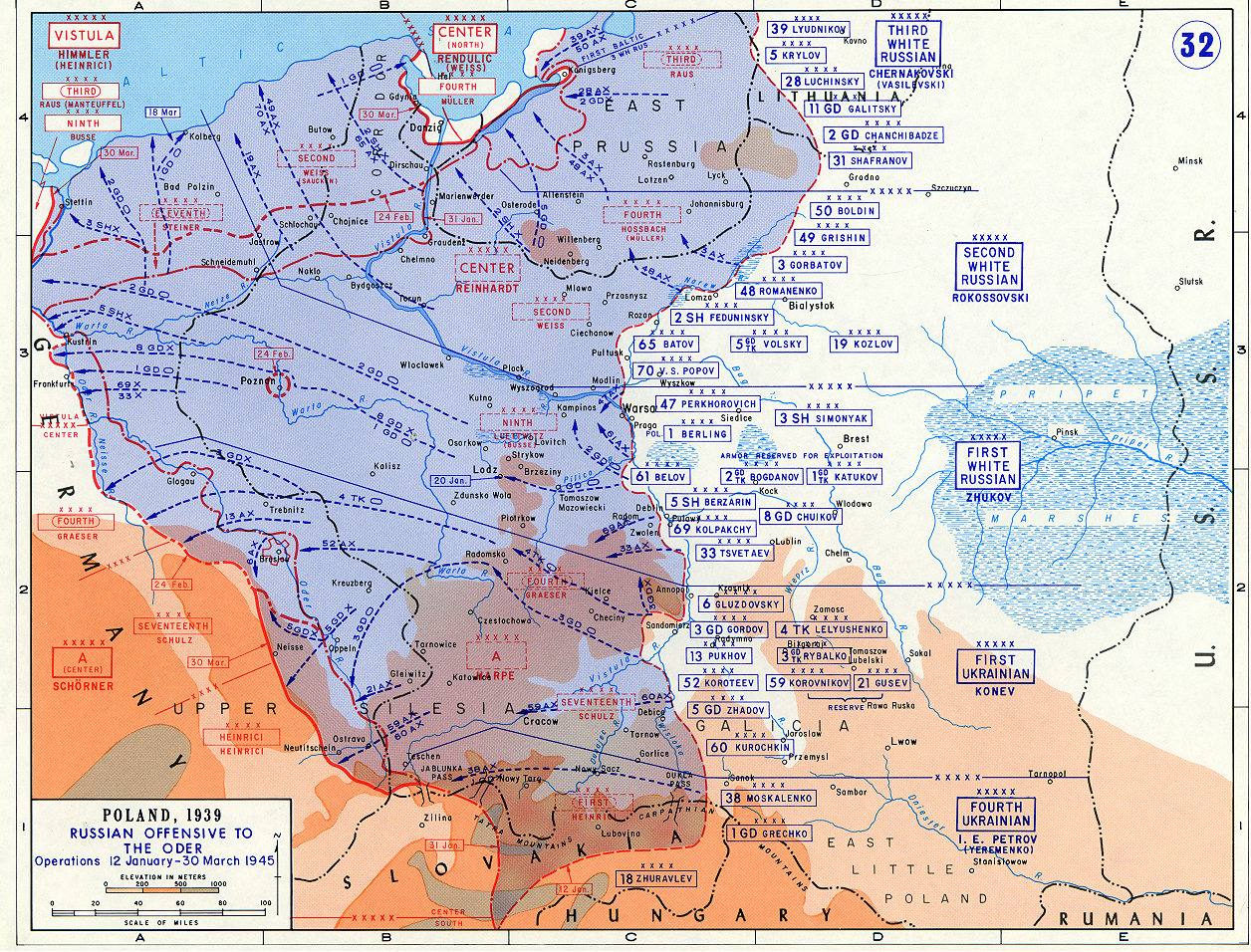
紅軍的兵力部署和隨後的進展

維斯瓦河-奧得河攻勢以蘇軍完全勝行而結束，在行動中蘇軍前進了幾百公里，解放了大部份波蘭及到達德國邊境，攻勢擊潰了A集團軍及其它防守部隊，但是德軍在西里西亞及波美拉尼亞的頑強抵抗，及在東普魯士的戰鬥持續，令進攻柏林的行動延遲數個月，這段時間內，德意志國防軍被再次重建軸心國中龐大的軍隊。

## 附錄
1. ↑  Duffy pages 51, 59
2. ↑  Russia and USSR in wars of the XX century - Military losses; Moskow, "Olma-Press", 2001, available online at .   [2011-02-26]. （原始内容存档于2010-07-22）.
3. ↑  Duffy, p.11
4. ↑  Duffy, p.12
5. ↑  Beevor, p.
6. ↑  Duffy References pages 24, 25
7. ↑  Web map copy 的存檔，存档日期2006-04-10. of Ziemke References page 26
8. ↑  Ziemke, p. 23
9. ↑  Duffy page ?
10. ↑  全軍只有兩個師，德軍第16及第17裝甲師被分配到第4裝甲軍團，另外兩個師，德軍第19及第25裝甲師作為A集團軍的預備隊，支援第9軍團的戰線。
11. ↑  Duffy, page 51, 59
12. ↑  Sims and Schilling, p.23
13. ↑  Duffy, page ?
14. ↑  Duffy, p.67
15. ↑  Captain Reinhardt Mueller, interviewed in Sims and Schilling, p.24
16. ↑  Hastings, p.280
17. ↑  Duffy, p.72
18. ↑  Duffy, p.75
19. ↑  Duffy, p.78
20. ↑  Duffy, p.80
21. ↑  Duffy, p.88
22. ↑  Duffy, p.91
23. ↑  Duffy, p.82
24. ↑  Beevor, p.60
25. ↑  Duffy, p.103
26. ↑  Ziemke p. 31
27. ↑  Le Tissier, p.32
28. ↑  Ziemke pp. 30,31
29. ↑  Ziemke p. 32
30. ↑  Hastings, p.295
31. ↑  Beevor, Antony. Berlin: The Downfall 1945, Penguin Books, 2002, ISBN 0-670-88695-5

## 外部連結
- Operation Sonnenwende: Savior of Berlin?
- Combat service and logistic support in the Vistula-Oder strategic offensive operation （页面存档备份，存于）